# Fotofinishing
Als Fotofinishing (von englisch photo finishing, „fotografische Fertigstellung / Endbearbeitung“) werden in der Fotowirtschaft sämtliche Dienstleistungen zusammengefasst, die bei der gewerblichen Massenproduktion, Qualitätssicherung, Auftragsabwicklung und Auslieferung von fotografischen Auftragsarbeiten insbesondere in den fototechnischen Kopieranstalten (industrielle Großlaboratorien) anfallen.

## Kerngeschäft
In der Regel geben Kunden ihre Filme bzw. digitalen Speichermedien in Fotofachgeschäften oder z. B. Drogeriefilialen ab. Diese werden dann in der Regel zu einem Großlabor speditiert, das – sofern erforderlich – die Filme entwickelt und die gewünschten Abzüge, Kopien, CDs/DVDs usw. herstellt. Sodann werden die Arbeiten nach einer Qualitätskontrolle und der Preisauszeichnung wieder an die Abgabestelle zurückgebracht, wo sie vom Kunden abgeholt werden können.
In den vergangenen Jahren schossen zahlreiche Geschäfte aus dem Boden, die Dienstleistungen rund ums Foto-Finishing auch vor Ort anbieten: Die erforderlichen Gerätschaften (u. a. vollautomatisierte Minilabs und Rechner zur Nachbearbeitung von Digitalaufnahmen) befinden sich hier in den Verkaufsräumen, so dass der Kunde seine Abzüge etc. in oft weniger als einer Stunde erhalten kann.
Seit einem Jahrzehnt gibt es zudem auch vermehrt Fotodienstleister, die ausschließlich über das Internet operieren. Hierbei werden vom Kunden digitale Aufnahmen hochgeladen, die nach dem Processing (der Bildherstellung) per Post zugestellt werden. Die meisten Online-Fotoservice-Anbieter bieten neben Fotoabzügen auch eine Vielzahl an anderen Produkten an, die der Kunde online selbst gestalten kann. Hierzu zählen zum Beispiel Fotokalender, Poster, Tassen, das Fotobuch, Puzzle oder T-Shirts.

## Wandel durch Digitalisierung
War früher die Konkurrenz schon beträchtlich, kam die Branche durch den Boom der Digitalfotografie zusätzlich erheblich unter Druck, weil viele Fotografen gar keine Bildentwicklung mehr in Auftrag geben. Sie nehmen die Endbearbeitung oft zu Hause digital vor und speichern ihre Aufnahmen digital zur Weiternutzung oder bequemen Betrachtung am Bildschirm. Bilder werden – falls überhaupt gewünscht – oft selber ausgedruckt und nur selten an ein Fotolabor geschickt, um Abzüge in besserer Qualität zu erhalten. Moderne Fotodrucker erreichen jedoch seit den frühen 2000er-Jahren eine Druckqualität, die trotz hoher Druckkosten für Laien kaum von einem Abzug aus dem Fotolabor zu unterscheiden ist.
Durch diese Entwicklung begünstigt setzen sich auch in Geschäften aufgestellte Computerarbeitsstationen durch, die vom Kunden selbst bedient werden können. Er bringt dazu das Ausgangsmaterial auf CD, DVD, Speicherkarten etc. mit, kann das Fotofinishing selber vornehmen – z. B. mit Nachbearbeitungsschritten wie Ausschnittswahl, Schärfung, Farbausgleich usw. – und seine Bilder sofort im gewünschten Format per Digitaldrucker auf Fotopapier bringen lassen. Diese Geräte liefern nicht ganz dieselbe Qualität wie ein Fotolabor, können aber dank ihrer Größe eines Getränkeautomaten beinahe an beliebigen Stellen und von beliebigen Anbietern (Supermärkte, Drogerien, Bahnhöfe, Internet-Cafés, Kaffeeröster-Filialen etc.) aufgestellt werden. Es ist unschwer zu erkennen, dass bei dieser Entwicklung in letzter Konsequenz eine gesamte Zwischenhandelskette ersetzt wird. Anbieter solcher Systeme sind u. a. Fujifilm und Sony.

## Marktführer
Europas Marktführer im Fotofinishing ist nach eigenem Bekunden der 1961 gegründete Foto-Dienstleister CeWe mit zwölf Betrieben und 3400 Mitarbeitern in 24 europäischen Ländern. An zweiter Stelle liegt die japanische Traditionsfirma Fujicolor, mit sechs flächendeckend angesiedelten Fotogroßlaboren unter dem Dach der Fujicolor Central Europe Photofinishing. Von diesen Standorten aus beliefert Fujicolor auch benachbarte europäische Länder.
In der D-A-CH-Region gehören zu den führenden Großlabors auch die Unternehmen ORWO Net aus Bitterfeld-Wolfen, allcop GmbH & Co KG aus Lindenberg im Allgäu sowie die Ifolor AG aus Kreuzlingen in der Schweiz.